# Bungo Tanjung (Tebo Ulu)
Bungo Tanjung is een bestuurslaag in het regentschap Tebo van de provincie Jambi, Indonesië. Bungo Tanjung telt 2152 inwoners (volkstelling 2010).